# باک سولمی
باک سولمی (Hangul 박솔뫼؛ زادهٔ ۱۹۸۵) یک نویسنده اهل کره جنوبی است.

## زندگی
باک سولمی در سال ۱۹۸۵ در گوانگجو، کره جنوبی به دنیا آمد. او در رشته مدیریت هنر در دانشگاه ملی هنر کره تحصیل کرد. اولین کار ادبی خود را در سال ۲۰۰۸ انجام داد و در سال ۲۰۰۹ جایزه نویسنده جدید Jaeum & Moeum را برد. او همچنین برنده جایزه ادبی Moonji و جایزه ادبی Kim Seungok شد.

## سبک
باک سولمی به منقطع بودن روایات آثارش، مانند تغییر زمان بدون دلیل آشکار یا قطع کردن جریان روایت با دیالوگ‌های ناگهانی یا افکار درونی شخصیت‌ها شناخته شده‌است.
سبک پر هرج و مرج باک به نحوه درک او از واقعیت مربوط می‌شود. او نویسنده‌ای است که «نسل ناامید و عصر بی‌آینده را بررسی می‌کند». آثار او پاسخی به جامعه‌ای است که در آن جوانان نمی‌توانند شغلی پیدا کنند، رویاهای ازدواج، تشکیل خانواده، داشتن خانه و غیره را رها می‌کنند و هیچ ایده‌ای برای زنده ماندن از به اصطلاح «جهنم چوسون» ندارند. ”
باک احساس بیهودگی را که امروزه جوانان کره ای احساس می‌کنند، بیان می‌کند. شخصیت‌های او منفعل هستند و هیچ‌گاه فقدان اثر خود را در تعیین سرنوشت خود به پرسش نمی‌گیرند و معتقدند هیچ‌یک از اعمالشان معنی ندارد. این رخوت بر آثار باک حاکم است.

## آثار
۱. 머리부터 천천히 (۲۰۱۶)
آهسته سر اول (۲۰۱۶)
۲. 도시의 시간 (۲۰۱۴)
زمان در شهر (۲۰۱۴)
۳. 그럼 무얼 부르지 (۲۰۱۴)
سپس چه بخوانیم؟ (۲۰۱۴)
۴. 백 행을 쓰고 싶다 (۲۰۱۳)
من می‌خواهم صد خط بنویسم (۲۰۱۳)
۵. 을 (۲۰۱۲)
Eul (2012)